# Galeodes nachitschevanicus
Galeodes nachitschevanicus är en spindeldjursart som beskrevs av Aliev 1985. Galeodes nachitschevanicus ingår i släktet Galeodes och familjen Galeodidae.
Artens utbredningsområde är Azerbajdzjan. Inga underarter finns listade i Catalogue of Life.